# Künstlerhaus Bregenz

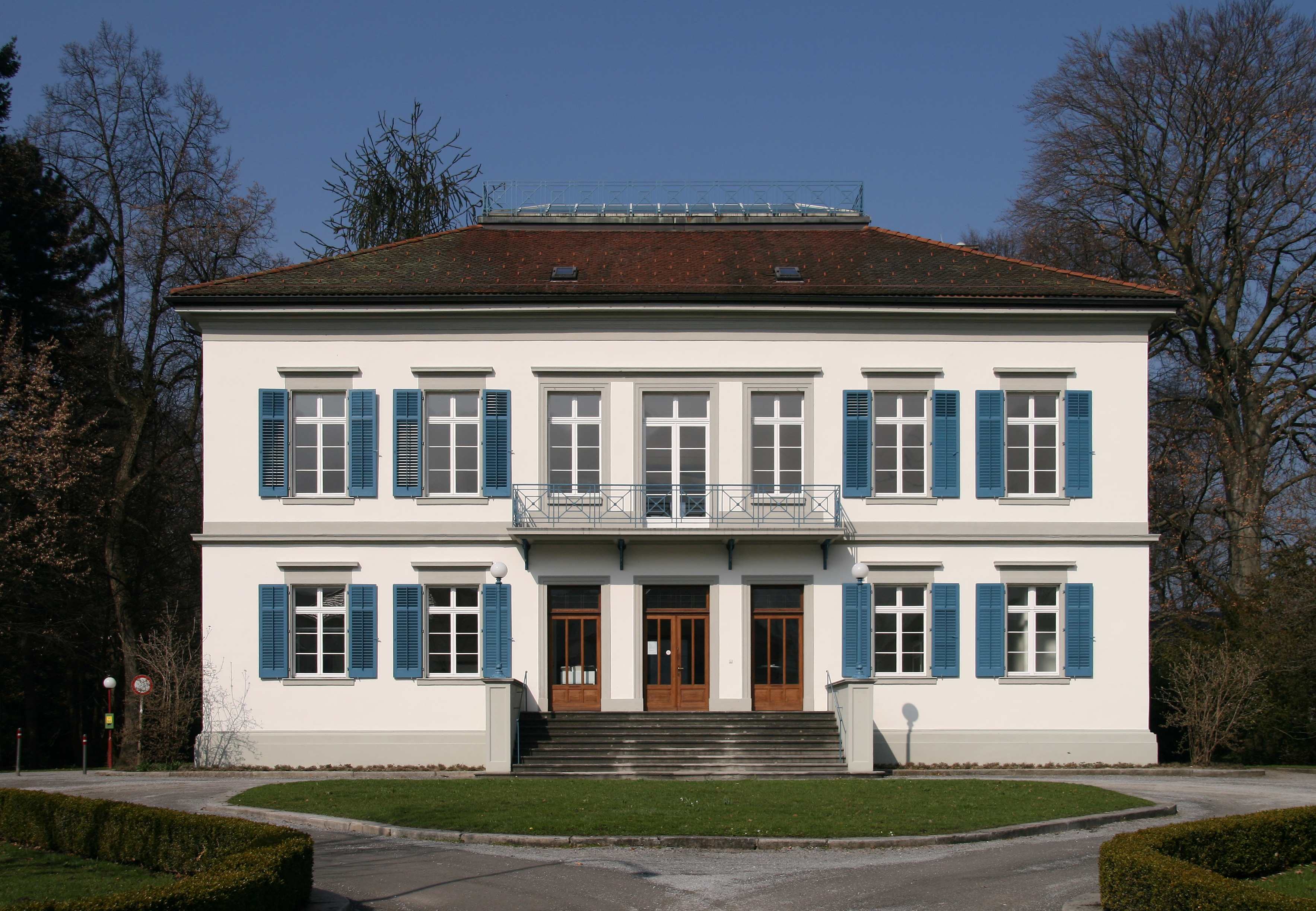
Künstlerhaus Bregenz im Palais Thurn und Taxis

Das Künstlerhaus Bregenz, ursprünglich Villa Gülich, dann Palais Thurn und Taxis, ist ein internationales Zentrum für zeitgenössische Kunst im Stadtpalais der Thurn und Taxis in der Landeshauptstadt Bregenz in Österreich. Es besteht seit 1984.

## Beschreibung
Nach der Renovierung und dem Umbau des denkmalgeschützten Palais Thurn und Taxis in den Jahren 1983/84 durch die Architekten Hans Purin und Heinz Wagner wurde das Gebäude für Ausstellungen durch die Berufsvereinigung der bildenden Künstler Vorarlbergs als internationales Zentrum für zeitgenössische Kunst genutzt. Die Berufsvereinigung nutzt das Nebengebäude Gärtnerhaus seit 1985 als Sekretariat, Bibliothek und Archiv.
Die Gartenanlage gehört zu den bedeutendsten Gartendenkmalen Österreichs. Sie wurde nach der Erweiterung des Areals 1887 von Gustav Prinz von und zu Thurn und Taxis angelegt und ist ein botanischer Garten mit exotischen Bäumen (Arboretum) auf gut 6700 m². Sie wurde schon 1929 unter Denkmalschutz gestellt und wird heute im Anhang zu § 1 Abs. 12 DMSG (Nr. 43) geführt.
Der Gartenkünstler des Prinzen Thurn & Taxis, der Böhme Wenzel Smetana, erhielt 1901 in Wien eine Auszeichnung für seine landschaftsgärtnerische und botanische Tätigkeit. Die malerische Anordnung der Bäume, die einige raffinierte, auf die Rückseite des Schlosses bezogene Räume bilden, und auch die kunstvoll geführten Wege, die das architektonische Grundgerüst des Parkes strukturieren, sind Smetanas Meisterwerk, das im Großen und Ganzen bis zur Gegenwart erhalten ist.

## Architektur
Das Palais Thurn und Taxis wurde 1848 erbaut und hieß ursprünglich Villa Gülich.
Das zurückgesetzte zweigeschoßige Hauptgebäude mit Walmdach schließt mit seitlichen Nebengebäuden einen kleinen Park in der Art eines Ehrenhofes ein.

## Ausgestellte Künstler (Auswahl)
- Herbert Albrecht (1927–2021)
- Joseph Beuys (1921–1986)
- Monica Bonvicini (* 1965)
- Eberhard Bosslet (* 1953)
- Sery C (* 1959)
- Lenka Clayton (* 1977)
- Tony Cragg (* 1949)
- Tacita Dean (* 1965)
- Felix Droese (* 1950)
- Peter Fend (* 1950)
- Friederike Feldmann (* 1962)
- Norbert Grebmer (1929–1983)
- Thomas Grünfeld (* 1956)
- Maria Hassabi (* 1973)
- Erwin Heerich (1922–2004)
- Leni Hoffmann (* 1962)
- Konrad Honold (1918–2007)
- Markus Huemer (* 1968)
- Anna Jermolaewa (* 1970)
- Peter Kogler (* 1959)
- Brigitte Kowanz (1957–2022)
- Elke Krystufek (* 1970)
- Jonathan Lasker (* 1948)
- Thomas Locher (* 1956)
- Fabián Marcaccio (* 1963)
- Thom Merrick (* 1963)
- Victor Mira (1949–2003)
- Matt Mullican (* 1951)
- Tanja Ostojić (* 1972)
- Steven Parrino (1958–2005)
- Walter Pichler (1936–2012)
- David Rabinowitch (1943–2022)
- David Reed (* 1946)
- Mario Reis (* 1953)
- Karin Sander (* 1957)
- Eva Schlegel (* 1960)
- Keith Sonnier (1941–2020)
- Daniel Spoerri (1930–2024)
- Esther Stocker (* 1974)
- Johannes Stüttgen (* 1945)
- Günter Umberg (* 1942)
- Peter Weibel (1944–2023)
- Lois Weinberger (1947–2020)
- Franz West (1947–2012)